# IUnknown
IUnknown je rozhraní sloužící k získání jiného rozhraní od jísté COM komponenty. Podle specifikace musí každá COM komponenta implementovat přinejmenším právě toto rozhraní.

## Metody
Rozhraní IUnknown obsahuje tři metody: QueryInterface, AddRef a Release. Tyto tři
metody jsou prvními třemi metodami v tabulce virtuálních metod každého rozhraní, protože všechny COM rozhraní jsou odvozeny právě od rozhraní IUnknown.
Pomocí funkce QueryInterface může uživatel zjistit, zda daná komponenta podporuje nějaké určité rozhraní.
```
interface
 
IUnknown
 
{

  
virtual
 
HRESULT
 
QueryInterface
 
(
REFIID
 
riid
,
 
void
 
**
ppvObject
)
 
=
 
0
;

  
virtual
 
ULONG
   
AddRef
 
()
 
=
 
0
;

  
virtual
 
ULONG
   
Release
 
()
 
=
 
0
;

};

```

### Metoda QueryInterface
Pomocí metody QueryInterface klient zjišťuje, zda daná komponenta podporuje nějaké rozhraní. První parametr této metody – riid – identifikuje rozhraní, které požadujeme. Tento parametr je strukturou REFIID ve tvaru globálně jedinečného identifikátoru (GUID). Druhý parametr je adresa, kam metoda QueryInterface vrací ukazatel na požadované rozhraní.
HRESULT je 32bitový návratový kód, který může nabývat hodnot S_OK a E_NOINTERFACE.

## Použití rozhraní
Rozhraní IUnknown má své využití v následujících oblastech:
- Je základním rozhraním všech COM komponent.
- Je základem pro Mac OS X framework CFPlugIn (Core Foundation).
- Pro vývojáře v Mozille je toto rozhraní známé jako nsISupports.[2]